# Área da Paisagem Protegida do Barreiro da Faneca e Costa Norte

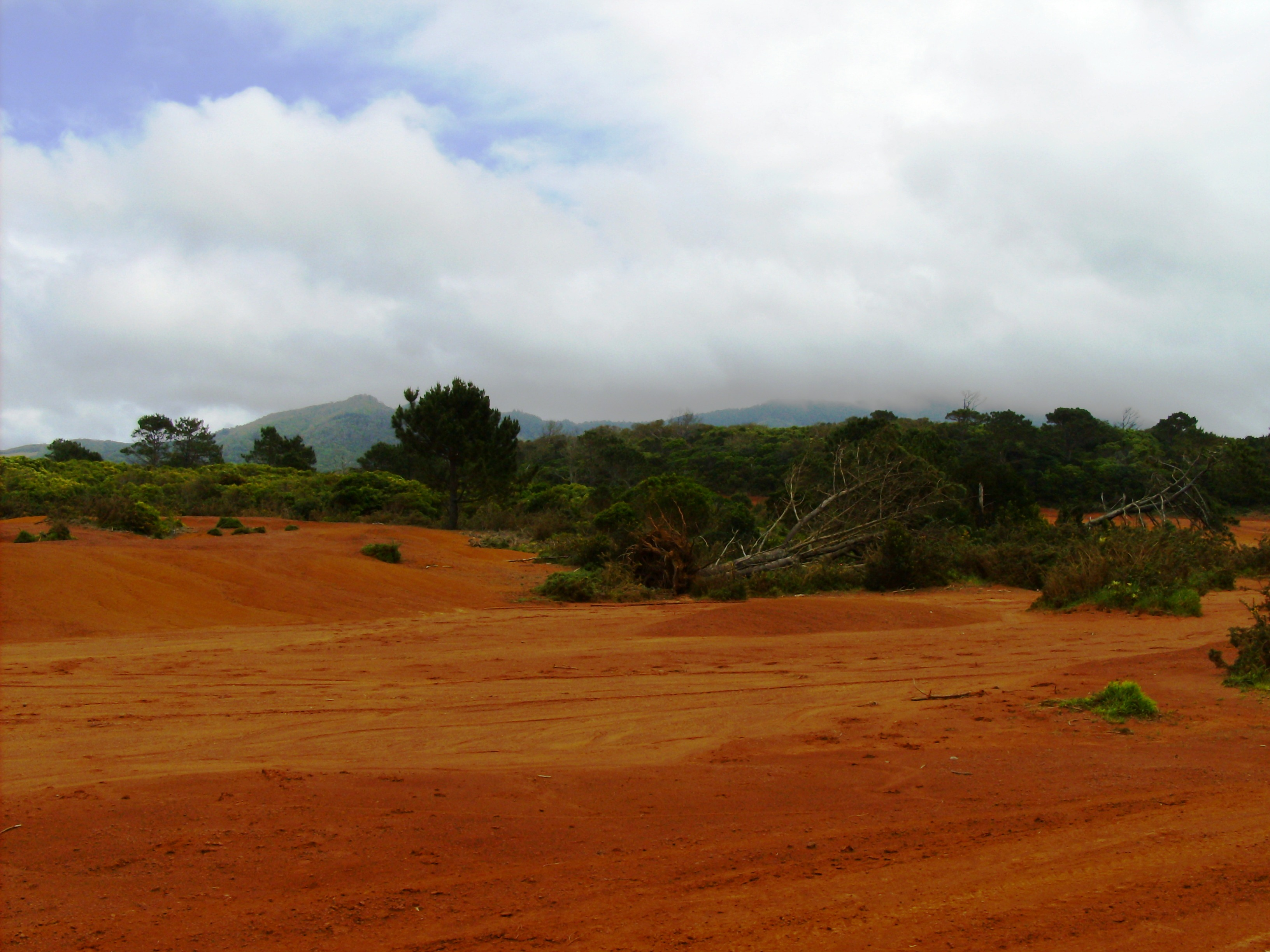
Barreiro da Faneca, ilha de Santa Maria.

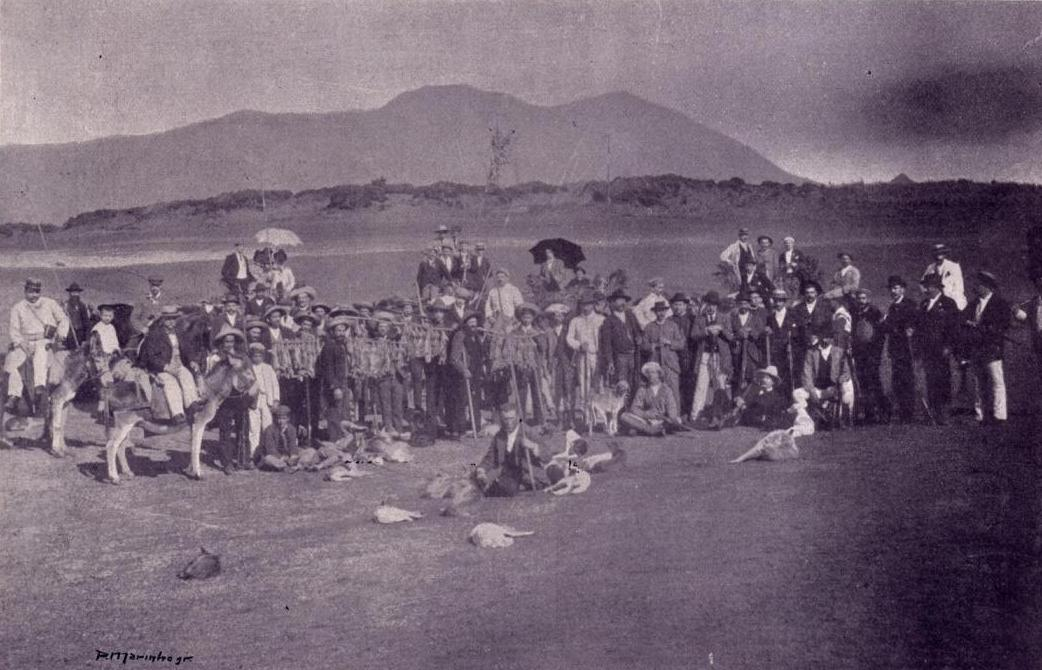
"Santa Maria - Uma caçada [aos coelhos] no Barreiro da Faneca" (Álbum Açoriano, 1903).

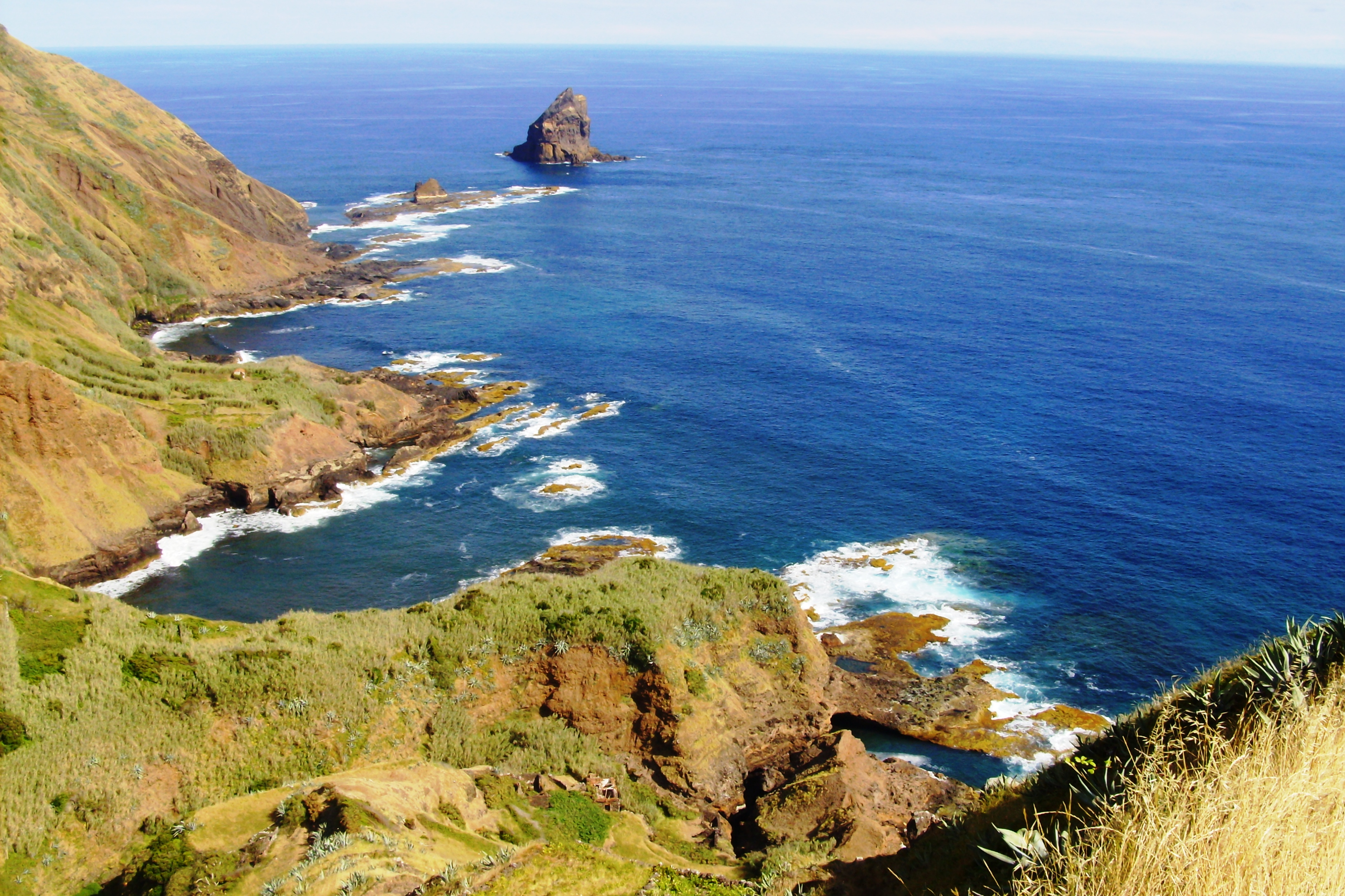
Baía do Tagarete (lado oeste). Ao fundo o ilhéu das Lagoinhas.

A Área da Paisagem Protegida do Barreiro da Faneca e Costa Norte localiza-se na freguesia de São Pedro, concelho da Vila do Porto, na ilha de Santa Maria, nos Açores. Constitui-se em uma paisagem protegida de interesse regional, administrada pela Região Autónoma dos Açores.

## Características
Estende-se desde a Ponta dos Frades até à Ponta Norte da ilha e abrange o Barreiro da Faneca e as Baías do Raposo, da Cré e do Tagarete, com uma superfície de 1542 hectares.
O Barreiro da Faneca é uma extensa superfície de terreno árido e argiloso, pertencendo principalmente à unidade geológica denominada "Formação de Feteiras", constituindo uma paisagem semi-desértica de cor amarelo-avermelhada, única nos Açores. Com altitudes que rondam os 200 metros acima do nível do mar, apresenta-se como uma superfície de relevo ondulado com declives muito suaves, inferiores a 4-5%, e com uma capacidade de drenagem muito reduzida. Nas zonas desprovidas de vegetação é notória a erosão do solo, podendo ser observadas "dunas" causadas pela erosão eólica e hídrica. Apesar de, há algumas décadas, o Barreiro da Faneca apresentar apenas algumas manchas isoladas de vegetação, nos últimos anos tem se verificado um aumento espontâneo desta, de forma que, atualmente, cerca de 70% de sua área encontra-se recoberta por espécies vegetais, das quais se destacam endemismos, como a urze ("Erica azorica"), o pau-branco ("Picconia azorica"), a malfurada, a "Scabiosa nitens", a erva-leiteira, e outras espécies igualmente importantes, com o louro-da-terra e a faia-da-terra.
Contígua a este abre-se a baía da Cré, onde se encontram algumas formações sedimentares, como calcários e conglomerados fossilíferos, alguns destes com exemplares fósseis bem preservados.
Na sequência encontra-se a baía do Raposo, também de grande valor paisagístico pelas suas escarpas, queda-d'água e foz da ribeira.
A baía do Tagarete e a zona contígua são importantes, em termos geológicos devido aos seus depósitos de fósseis marinhos.
Este conjunto de baías, limitadas por arribas extremamente declivosas e escarpadas, com alturas entre os 50 e os 150 metros acima do nível do mar, apresentam importância, em termos ecológicos, por essas arribas e o ilhéu das Lagoinhas, se constituírem em importantes locais de habitat e nidificação de várias espécies protegidas de aves marinhas, como o cagarro ("Calonectris diomedea borealis"), o garajau-comum ("Sterna hirundo") e o garajau-rosado ("Sterna dougallii").